# Грузинское восстание на острове Тексел
Грузинское восстание на острове Тексел (5 апреля 1945 — 20 мая 1945) — восстание 822-го грузинского пехотного батальона «Царица Тамара» (нем. Bataillon 822 «Königin Tamara») Грузинского легиона (из состава Восточных легионов войск Вермахта нацистской Германии) на острове Тексел Западно-Фризской гряды (Нидерланды) во время Второй мировой войны.

## История
Остров являлся одним из пунктов оборонительного Атлантического вала и был достаточно укреплён. Грузинский пехотный батальон (около 800 человек) был сформирован в июне 1943 года из грузин, набранных оккупационными немецкими войсками из лагерей для советских военнопленных на территории Польши. Батальон был сформирован в окрестностях польского города Радом и первоначально использовался для карательных действий против партизан. 24 августа 1943 батальон был отправлен на запад и прибыл в Зандвоорт 30-го августа. В Зандвоорте он простоял до начала февраля 1945 года. Батальоном командовал майор Клаус Брайтнер (Klaus Breitner). В начале 1944 года в батальоне возникла подпольная организация и немецкое командование, заподозрив это, перевело батальон на остров Тексел 6 февраля 1945 года, где грузины выполняли различные вспомогательные функции по охране и строительству укреплений.
В ночь с 5 на 6 апреля 1945, надеясь на скорую высадку войск союзников, бывшие советские солдаты из числа грузинского батальона (при участии сил голландского сопротивления) подняли восстание против немцев и за короткое время практически взяли остров под свой контроль. Около 400 немецких солдат было убито в самом начале боёв: почти всем перерезали ножом горло (подавляющая часть была убита во сне). По свидетельствам выживших участников восстания, сигналом для атаки стали сказанные на русском языке зачинщиками слова: «С днём рождения» (так, группа солдат после этого сигнала убила ефрейтора 822-го батальона Алекса Рейнхарда). Однако восставшим не удалось захватить береговые батареи на севере и юге острова. В ответ, немецкое командование высадило с материка десант — 2000 человек из 163-го полка морской пехоты. Они отбили остров после двух недель ожесточённых боёв. Остатки восставших разбились на несколько групп и продолжили сопротивление перейдя к партизанской тактике.
25 апреля в одном из сражений погиб организатор и руководитель восстания Шалва Лоладзе. Боевые действия на острове продолжались даже после того, как германские войска капитулировали (5 мая в Нидерландах и 8 мая в Германии). Только 20 мая высадившиеся на остров канадские части сил Антигитлеровской коалиции смогли остановить одну из последних битв Второй мировой войны в Европе. Из участников восстания к тому моменту в живых осталось только 228 человек.
Шалва Лоладзе был похоронен вместе с сослуживцами на Грузинском военном кладбище на острове, которое получило имя Лоладзе (местные жители называют его также «Русским кладбищем»).

## Потери
За время «грузинского восстания» (так назвали эти события жители Тексела), по разным оценкам, погибло около 800 солдат Вермахта, свыше 560 человек грузинского батальона и около 120 местных жителей, множество ферм было сожжено.

## Память
После окончания войны выживших участников восстания репатриировали в СССР, где все они (как «изменники Родины») подверглись репрессиям, только после 1955 года все участники восстания были амнистированы и реабилитированы.
В 1953 году голландцы на собственные средства воздвигли на острове гранитный монумент в Хогеберге около Оудешильда в память об этом восстании. Постоянная экспозиция о восстании существует в музее аэронавтики аэропорта острова.
В 1989 году тбилисское издательство «Мерани» выпустило роман Реваза Джапаридзе «Страстная неделя», рассказывающий о восстании.
4 мая 2005 года могилы погибших впервые посетил президент Грузии Михаил Саакашвили.

## В кино
- В 1968 году киностудия «Грузия-фильм» выпустила фильм «Распятый остров», режиссёр Шота Манагадзе, сценарий Реваз Табукашвили.
- Восстанию на острове Тексель посвящён фильм «Авиаторша с Казбека» (нидерл. De vliegenierster van Kazbek), 2010; режиссёр Инеке Смитс, сценарий Артур Жапин.